# Marcel Rohner
Marcel Rohner (ur. 21 czerwca 1964 w  Baar) – szwajcarski bobsleista. Srebrny medalista olimpijski z Nagano.
Zawody w 1998 były jego jedynymi igrzyskami olimpijskimi. Po medal sięgnął w czwórkach. Załogę boba stanowili również Markus Nüssli, Markus Wasser i Beat Seitz. Był wicemistrzem globu w czwórkach w 1996 i 1999.